# Snowing Day
「Snowing Day」（スノーイン　デイ）は、日本のシンガーソングライター・Rihwaの楽曲。彼女のメジャー6枚目のシングルとして2015年1月21日にトイズファクトリーから発売された。

## 収録曲

### CD
1. Snowing Day
2. BETTER REASON
3. ホットミルク
4. Snowing Day (Instrumental)

### DVD
1. 「春風」「ミリオンズ」ホールライブ収録